# John Wymer
John James Wymer (5 mars 1928 - 10 février 2006) est un préhistorien et paléoanthropologue britannique, qui fut l'un des principaux experts du Paléolithique inférieur et moyen en Grande-Bretagne. Il a apporté des contributions majeures à la connaissance du Paléolithique ancien dans son pays.

## Jeunesse
Né près des Jardins botaniques royaux de Kew à Richmond, dans le comté de Surrey, il est élève de l'école du comté de East Sheen, puis étudiant à l'école normale de Shoreditch, dans le Kent.
Adolescent, Wymer découvre l'archéologie grâce à son père, un artiste professionnel qui l’emmène dans des gravières à la recherche de bifaces en silex du Paléolithique.

## Angleterre
Sa carrière de préhistorien et de paléoanthropologue a commencé avec la découverte en 1955 à Swanscombe d'un troisième fragment du crâne fossile d'une femme qui vécut dans la vallée de la Tamise il y a environ 400 000 ans, dite l'Homme de Swanscombe, dont les deux premiers fragments avaient été trouvés en 1935 par Alvan T. Marston. Ce crâne est resté le plus ancien fossile humain jamais découvert en Grande-Bretagne jusqu'en 1994, date de la découverte d'un tibia fossile d'environ 500 000 ans à Boxgrove. Le crâne fossile de Swanscombe est aujourd'hui attribué à une forme archaïque d'Homme de Néandertal.
Cette découverte lui vaut en 1956, après avoir successivement travaillé comme journaliste, employé de British Rail et enseignant, un poste au Musée de Reading. Pendant 10 ans, il étudie les collections du musée. Il contribue également à réorganiser les galeries, et rédige une description du torque d'or de Moulsford. Puis il entreprend des fouilles sur le site mésolithique classique de Thatcham dans les sédiments quaternaires de la Tamise. En 1968, il publie son premier ouvrage majeur, Lower Palaeolithic Archaeology in Britain as represented by the Upper Thames Valley, qui catalogue des milliers de découvertes et sert de base à une chronologie de la période du Paléolithique inférieur en Grande-Bretagne. Le volume est illustré par des centaines de dessins de bifaces et autres outils en silex, dessins à la plume et à l'encre méticuleusement réalisés par Wymer.

## Afrique du Sud
Afin d'acquérir une expérience plus large et sur le conseil du paléoanthropologue Louis Leakey, Wymer demande à Ronald Singer, un anatomiste sud-africain de l'Université de Chicago, la possibilité de travailler sur ses sites en Afrique du Sud. Ils collaborent dès lors à Elandsfontein, dans la baie de Saldanha, et dans les grottes de la rivière Klasies, à l'embouchure de la rivière Klasies, à d'importants programmes de fouilles sur la côte sud-africaine.
À Elandsfontein, le crâne de Saldanha, trouvé en 1953 par Keith Jolly et Ronald Singer, aujourd'hui estimé vieux d'environ 500 000 ans, était, au moment de sa découverte, l'un des plus anciens spécimens connus d'Homo rhodesiensis.
Dans les grottes de la rivière Klasies, une séquence stratigraphique remarquable, de plus de 25 m d'épaisseur et couvrant l'ensemble du Middle Stone Age et du Later Stone Age, fut découverte. L'échantillon contenait plus de 250 000 outils de pierre, ainsi que des ossements d'animaux, des coquillages et autres fragments, mais surtout un grand nombre d'ossements humains, datés d'environ 100 000 ans.
John Wymer quitte brusquement l’Afrique du Sud en 1968, pendant la période des luttes et des troubles liés à la question de l'Apartheid.

## Retour en Angleterre
De retour en Angleterre, il continue à effectuer des fouilles sur les sites paléolithiques clés de Clacton, Hoxne et Ipswich, dans le Suffolk. La gestion de ces fouilles lui permet d'établir de nouvelles normes pour l'archéologie préhistorique et chaque détail des fouilles est intégralement publié.
En 1979-1980, Wymer est nommé associé de recherche principal à l'Université d'East Anglia à Norwich, où il rédige Palaeolithic Age (1982) (L'âge Paléolithique (1982)) et Palaeolithic Sites in East Anglia ( Sites paléolithiques dans l'East Anglia (1985)) tout en travaillant à la fouille de sites de toutes époques pour l'Unité d'archéologie de Norfolk.

## Cartographie systématique
À la suite de la demande en 1989 d'ouverture d'une carrière dans une colline de Dunbridge, dans le Hampshire, où plus de 1 000 bifaces ont été trouvés, et qui a révélé l'ignorance générale concernant la plus grande masse d'outils non stratifiés, la société Wessex Archaeology, commissionnée par English Heritage, demande à Wymer de cartographier et d'évaluer les gisements paléolithiques connus en Grande-Bretagne. En 1990, il commence à répertorier les sites contenant des preuves de la présence des premiers humains dans le pays. L'importance des sites comme Swanscombe, Clacton et Hoxne réside dans la préservation des restes, dans des dépôts géologiques non perturbés. À partir de 1991, il entame un projet visant à rattacher à sa strate géologique chaque découverte paléolithique faite en Grande-Bretagne et ce afin d’établir une cartographie officielle de la présence préhistorique en Grande-Bretagne. Après l'achèvement de son enquête en 1994, il y eut une enquête paléolithique nationale et le Cadw (division de l'environnement historique de l'Assemblée galloise) a également mené une étude parallèle. Habitant près de Salisbury, Wymer a visité presque tous les sites paléolithiques connus. Le projet était énorme, mais en seulement six ans Wymer en est venu à bout. Le résultat a été une série de rapports détaillés pouvant être utilisés par les entreprises dans la planification de leur exploitation des sols pour les informer de l'importance potentielle de différents sédiments quaternaires. Ses rapports détaillés informent maintenant la recherche, guident la planification et le développement. Les deux volumes publiés de L’occupation de la Grande-Bretagne au Paléolithique inférieur (1999) sont devenus des ouvrages de référence clés pour la période.
Juste avant sa mort, il a été étroitement associé à la découverte du gisement lithique de Pakefield en 2005, qui a alors repoussé l'ancienneté de l'occupation humaine en Grande-Bretagne de 200 000 ans, jusqu'aux alentours de 700 000 ans avant le présent.

## Honneurs
Il a été élu membre (fellow) de la Société des antiquaires de Londres en 1963 et a également été membre de l'Académie britannique ainsi que secrétaire de l'Institut d'archéologie et d'histoire du Suffolk de 1977 à 1984, puis son vice-président à partir de 1985 et son président en 2001.
En 1998, un volume de mélanges a été publié en son honneur.
En 2002, la British Academy lui a décerné sa médaille Clark pour l'archéologie préhistorique. Il est également nommé professeur honoraire de l'Université de Reading en reconnaissance de ses travaux.
Il était connu pour sa bonne humeur et son enthousiasme,,,.